# Place Fernand Cocq
Pour les articles homonymes, voir Fernand Cocq et Cocq.
La place Fernand Cocq (en néerlandais : Fernand Cocqplein) est une place bruxelloise de la commune d'Ixelles. Elle fut d'abord appelée place Léopold, ensuite place communale à la suite de son élargissement, et elle fut dédiée en 1920 à l'avocat Fernand Cocq, longtemps échevin de l'Instruction publique, bourgmestre de 1918 à 1921 et père de la peintre Suzanne Cocq. Il fut également député, ministre de la Justice (1931-1932) et haut dignitaire de la franc-maçonnerie.

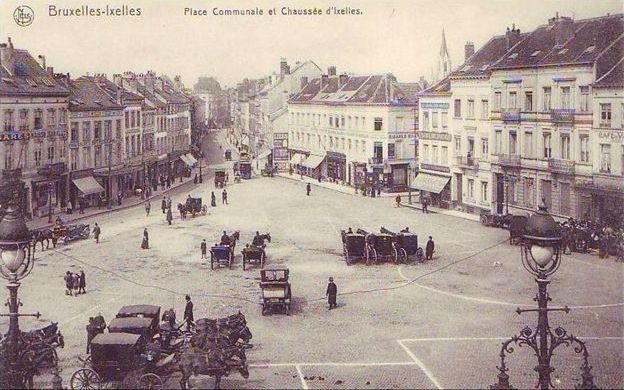
Place Fernand Cocq vers 1903

En 1825, la cantatrice Maria Malibran y habite avec le violoniste virtuose Charles-Auguste de Bériot, s'installant dans un hôtel particulier situé place Fernand Cocq qui est aujourd'hui la maison communale d'Ixelles. La Maison communale de Saint-Josse-ten-Noode est, comme la maison communale d'Ixelles, une ancienne résidence de la cantatrice et de son mari.
Ce pavillon est de facture néoclassique, d'une élégante harmonie horizontale quelque peu altérée par des aménagements de 1905 à 1909. Au départ, la rotonde était ouverte et aucun pignon ne surmontait le toit. Le parc entourant le pavillon, dit parc Malibran, est ouvert au public depuis mai 2019.
La numérotation des habitations va de 1 à 29 dans le sens inverse des aiguilles d'une montre à partir du carrefour de la chaussée d'Ixelles et de la rue Souveraine.